# Einar Østby
Einar Østby (ur. 17 września 1935 w Vinger, zm. 3 kwietnia 2022 w Kongsvinger) – norweski biegacz narciarski, srebrny medalista olimpijski i brązowy medalista mistrzostw świata.

## Kariera
Jego olimpijskim debiutem były igrzyska w Squaw Valley w 1960. Wspólnie z Hallgeirem Brendenem, Haraldem Grønningenem i Håkonem Brusveenem zdobył tam srebrny medal w sztafecie 4 × 10 km. Zajął także czwarte miejsce w biegu na 15 km stylem klasycznym, walkę o brązowy medal przegrał z Veikko Hakulinenem z Finlandii. Cztery lata później, podczas igrzysk olimpijskich w Innsbrucku wraz z kolegami z reprezentacji zajął czwarte miejsce w sztafecie. Był też między innymi siódmy w biegu na dystansie 50 km oraz ósmy w biegu na 30 km.
W 1962 wystartował na mistrzostwach świata w Zakopanem. Wywalczył tam brązowy medal w biegu na 15 km, ulegając jedynie zwycięzcy: Assarowi Rönnlundowi ze Szwecji oraz drugiemu na mecie Haraldowi Grønningenowi. Na tych samych mistrzostwach wraz z kolegami zajął czwarte miejsce w sztafecie, a indywidualnie był także piąty w biegu na 30 km. Na kolejnych mistrzostwach już nie startował.

## Osiągnięcia

### Igrzyska olimpijskie
| Miejsce | Dzień       | Rok  | Miejscowość  | Konkurencja             | Czas biegu  | Strata      | Zwycięzca       |
| ------- | ----------- | ---- | ------------ | ----------------------- | ----------- | ----------- | --------------- |
| 4.      | 23 lutego   | 1960 | Squaw Valley | 15 km stylem klasycznym | 51:55.5 min | +22.5 s     | Håkon Brusveen  |
| 2.      | 25 lutego   | 1960 | Squaw Valley | Sztafeta 4 × 10 km      | 2:08:33.5 h | +0.8 s      | Finlandia       |
| 8.      | 30 stycznia | 1964 | Innsbruck    | 30 km stylem klasycznym | 1:30:50.7 h | +2:03.9 min | Eero Mäntyranta |
| 15.     | 2 lutego    | 1964 | Innsbruck    | 15 km stylem klasycznym | 50:54.1 min | +1:58.1 min | Eero Mäntyranta |
| 7.      | 5 lutego    | 1964 | Innsbruck    | 50 km stylem klasycznym | 2:43:52.6 h | +3:28.0 min | Sixten Jernberg |
| 4.      | 8 lutego    | 1964 | Innsbruck    | Sztafeta 4 × 10 km      | 2:18:34.6 h | +37.3 s     | Szwecja         |

### Mistrzostwa świata
| Miejsce | Dzień     | Rok  | Miejscowość | Konkurencja             | Czas biegu  | Strata      | Zwycięzca       |
| ------- | --------- | ---- | ----------- | ----------------------- | ----------- | ----------- | --------------- |
| 5.      | 18 lutego | 1962 | Zakopane    | 30 km stylem klasycznym | 1:52:39.4 h | +58.9 s     | Eero Mäntyranta |
| 3.      | 20 lutego | 1962 | Zakopane    | 15 km stylem klasycznym | 55:22.8 min | +32.0 s     | Assar Rönnlund  |
| 4.      | 22 lutego | 1962 | Zakopane    | Sztafeta 4 × 10 km      | 2:24:39.8 h | +2:06.0 min | Szwecja         |